# Esto
Esto és una població dels Estats Units a l'estat de Florida. Segons el cens del 2000 tenia 356 habitants.

## Demografia
Segons el cens del 2000, Esto tenia 356 habitants, 144 habitatges, i 95 famílies. La densitat de població era de 62,5 habitants/km².
Dels 144 habitatges en un 30,6% hi vivien nens de menys de 18 anys, en un 50,7% hi vivien parelles casades, en un 9% dones solteres, i en un 34% no eren unitats familiars. En el 31,3% dels habitatges hi vivien persones soles el 17,4% de les quals corresponia a persones de 65 anys o més que vivien soles. El nombre mitjà de persones vivint en cada habitatge era de 2,47 i el nombre mitjà de persones que vivien en cada família era de 3,09.
Per edats la població es repartia de la següent manera: un 28,1% tenia menys de 18 anys, un 7,6% entre 18 i 24, un 23,3% entre 25 i 44, un 26,4% de 45 a 60 i un 14,6% 65 anys o més.
L'edat mediana era de 37 anys. Per cada 100 dones de 18 o més anys hi havia 100 homes.
La renda mediana per habitatge era de 31.667 $ i la renda mediana per família de 36.563 $. Els homes tenien una renda mediana de 30.313 $ mentre que les dones 15.625 $. La renda per capita de la població era de 12.961 $. Entorn del 15,7% de les famílies i el 12,5% de la població estaven per davall del llindar de pobresa.

## Poblacions més properes
El següent diagrama mostra les poblacions més properes.